# Gesturi
Gesturi är en ort och kommun i provinsen Sydsardinien i regionen Sardinien i sydvästra Italien. Kommunen hade 1 224 invånare (2017).